# Noble camino óctuple
El noble camino óctuple (en sánscrito: āryāsṭāṅga mārga y en pali: Ariya aṭṭhaṅgika magga) es considerado, según el budismo, como la vía que lleva al cese de dukkha (‘sufrimiento’). Este cese del sufrimiento se conoce como nirvana.

Rueda del dharma

El noble camino es una de las enseñanzas budistas fundamentales; la cuarta parte de las cuatro nobles verdades.
En la simbología budista, el noble camino es usualmente representado con la rueda del dharma, donde cada rayo representa un elemento del sendero.
Este símbolo también se utiliza para el budismo en general.
Los elementos del noble camino óctuple se subdividen en tres categorías básicas: sabiduría, conducta ética y entrenamiento de la mente (o meditación); para rehabilitar y desacondicionar la mente.
En todos los elementos del noble camino, la palabra «correcta» es una traducción de la palabra "sammā" (en pali), que significa ‘plenitud’, ‘coherencia’, ‘perfección’ o ‘ideal’.
El noble camino es:
- (pali: paññā) Sabiduría

1. (sánscrito: dṛṣṭi • pali: diṭṭhi) visión o comprensión correcta
2. (saṃkalpa • saṅkappo) pensamiento o determinación correcta
- (sīla) Conducta ética o Virtud

3. (vāc • vācā) Hablar correcto
4. (karmānta • kammanto) Actuar correcto
5. (ājīva • ājīvo) Medio de vida correcto
- (samadhi) Entrenamiento de la mente

6. (viāiāma • vāyāmo) Esfuerzo correcto
7. (smriti • sati) Atención correcta o consciencia del momento correcto
8. (samādhi • samādhi) Concentración o meditación correcta
Aunque el camino está enumerado del uno al ocho, normalmente no es considerado como una serie de pasos lineales por los cuales uno debe progresar; más bien, como señala el monje budista y erudito Walpola Rahula, los ocho elementos del Noble Camino «deben ser desarrollados de manera más o menos simultánea, dentro de lo que sea posible de acuerdo a la capacidad de cada individuo.
Todos están unidos y cada uno ayuda al cultivo de los otros»; siendo esta una guía práctica que se hace en paralelo.
El Noble Camino Óctuple, por la forma en que está escrito, puede comprenderse de manera ordinaria o práctica por personas no budistas o de manera trascendental y sagrada para budistas.

## Sabiduría

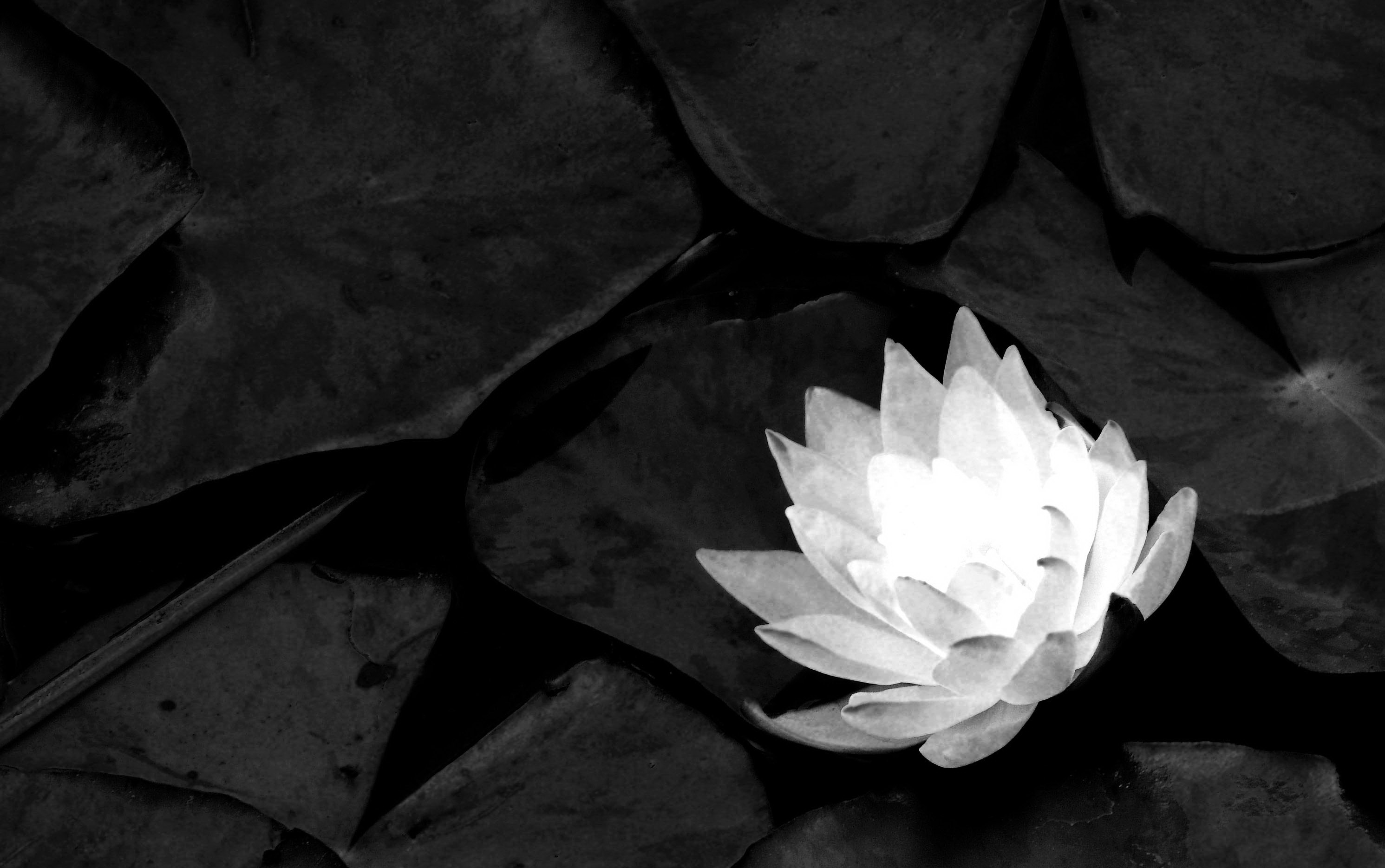
Flor de loto, símbolo del nirvana.

La categoría de la sabiduría del Noble Sendero está constituida por aquellos elementos que se refieren a aspectos mentales o cognitivos de la práctica del budista. Se dice que cuando alguien empieza a caminar en este noble sendero y además ha destruido las tres primeras cadenas, abre el ojo del dharma, y se convierte ahora en un sotāpanna. En general, es la búsqueda de conocimiento trascendental, para así no perderse en los caminos de la ignorancia y la creencia en mentiras.

### Visión o comprensión correcta
La visión o comprensión, a veces traducida como ‘perspectiva’, es el paradigma o filosofía que una persona tiene acerca de la realidad. La visión correcta se refiere al entendimiento y comprensión de las Cuatro Nobles Verdades del budismo.
En el Mahāsatipaṭṭhāna Sutta, el Buda Śākyamuni explica esta faceta:
- Entender el sufrimiento (El sufrimiento existe)
- Entender su origen (El deseo es el origen del sufrimiento)
- Entender su extinción (El cese del deseo erradica el sufrimiento)

En el Sammādiṭṭhi Sutta, el Buda Sariputra instruye que Correcto Entendimiento puede ser logrado alternativamente a través del entendimiento de: lo sano y lo malsano, los cuatro nutrimentos, las Doce Nidanas o las tres corrupciones.
Para el conocimiento de las Cuatro Nobles Verdades se tienen que entender otros fundamentos budistas como: Tri-Laksana, anātman, nirvana, pratitya-samutpada, skandha y karma.

### Pensamiento o determinación correcta
Esta faceta, a veces traducida como ‘intención’, ‘motivación’, ‘aspiración’ o ‘nuestra voluntad para cambiar’ es explicada en el Magga Vibhanga Sutta. Correcto pensamiento es:
- Intención de nekkhamma: renuncia del camino mundano para así poder alcanzar el nirvana, dejar ir; porque nada es constante
- Intención de buena fe o voluntad
- Intención de ajimsá: no violencia hacia otros organismos

El pensamiento correcto se refiere a las emociones, y consiste en canalizar correctamente el pensamiento para conseguir una serena libertad respecto de la sensualidad, que se aparte de la mala voluntad y de la crueldad, y que se dirija hacia la bondad y la compasión.

## Conducta ética (shila)

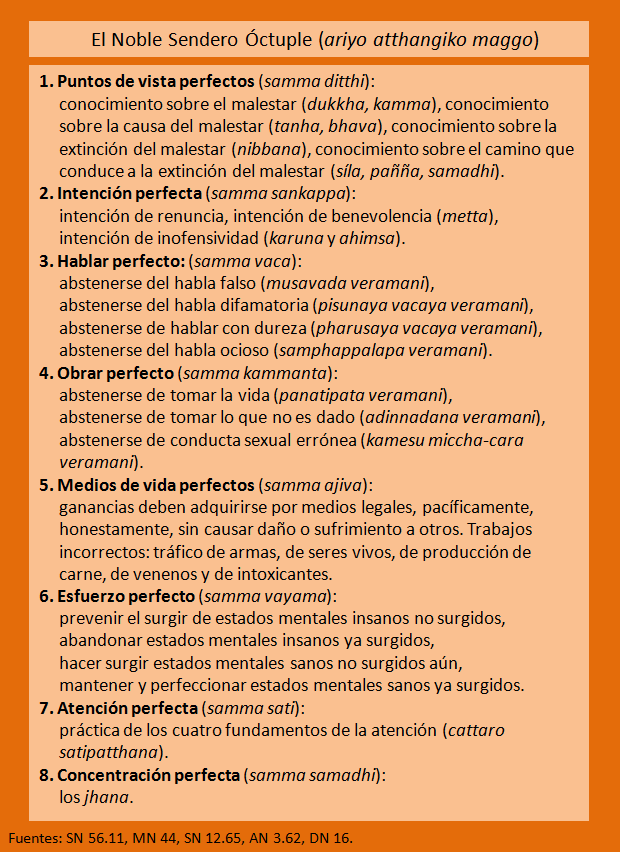
El Noble Sendero Óctuple según el Canon Páli.

Esta faceta del Noble Camino es el entender que cada vez que hablamos o actuamos agregamos una carga kármica como consecuencia.
La ética es considerada la base o fundación sobre la que los pensamientos y prácticas insanas terminan y los estados meditativos superiores empiezan.
Este aspecto del Noble Camino Óctuple es el más extrovertido, porque trata directamente con la relación entre budistas y demás miembros de su sociedad.
Además este subgrupo del Noble Camino Óctuple constituye los Cinco Preceptos (sánscrito: pañcha śīla, pali: pañcha sīla), la base de la ética budista:
- Abstenerse de destruir la vida.
- Abstenerse de tomar lo que no nos es dado.
- Abstenerse de conductas sexuales inapropiadas o dañinas.
- Abstenerse de mentir o engañar.
- Abstenerse de mantener visiones equivocadas de la realidad.

En AN 11.2 (un acto de voluntad) del Cetana Sutta (sutra sobre la conciencia), el Buda Gautama dice que la ética es virtud (sin aferrarse a la virtud) que da libertad de remordimiento, la cual lleva a la alegría, serenidad y otras características de la naturaleza boddhi.
Es en la naturaleza de la realidad que la libertad del remordimiento surge en la persona dotada de virtud, consumada en virtud.
En el budismo, esto es también uno de los Diez Recuerdos junto con las Tres Gemas.
Está el caso del noble discípulo que recuerda sus propias virtudes, entonces [son] irrompibles, sin mancha, sin salpicadura, liberadas, elogiadas por sabios, sin suciedad, propicias para la contemplación.

### Hablar correcto
Es la forma en que los budistas hacen el mejor uso de su hablar o lenguaje.
En el Canon Pali, este aspecto del Noble Camino es explicado de la siguiente forma:
- Abstenerse de mentir:

Abandonando la mentira, se abstiene de mentir. Habla la verdad, se mantiene con la verdad, es firme, fiable, no alguien que engaña a los demás...
- Abstenerse del hablar calumnioso, difamador:

Abandonando el hablar calumnioso, difamador se abstiene del hablar calumnioso, difamador. Lo que ha oído aquí no dice allá para separar esa gente de la gente de aquí. Lo que ha oído allá no dice aquí para separar esa gente de la gente de allá. Así, reconciliando a quienes se hubieran separado o fortaleciendo quienes están en unión, ama la concordia, le place la concordia, disfruta la concordia, habla creando concordia...
- Abstenerse del hablar irrespetuoso:

Abandonando el hablar irrespetuoso, se abstiene de hablar irrespetuoso. Habla palabras que son tranquilizadoras para el oído, que son afectivas, que van al corazón, que son educadas, atractivas y placenteras para la gente en general...
- Abstenerse del hablar frívolo:

Abandonando el hablar frívolo, se abstiene de hablar frívolo. Habla lo que conviene, habla lo que es un hecho, lo que está de acuerdo con la meta, el Dharma y la Vinaya. Habla palabras que valen atesorar, convenientes, razonables, circunscritas, conectadas a la meta.
Con respecto a decir la verdad sobre conocimiento mundano, la Cunda Kammaraputta Sutta (AN 10.176) atribuye a Gautama lo siguiente:
«Está el caso en que cierta persona, abandonando la mentira, se abstiene de la mentira. Cuando alguien ha sido llamado [...], si se le pregunta como testigo: “Venga y diga, buena persona, lo que usted sabe”: Si no sabe, dice, “No sé”. Si sabe, dice, “Sí sé”. Si no vio, dice, “No vi”. Si vio, dice, “Sí vi”. Entonces nunca dice conscientemente una mentira por su propio bien, ni por el bien de otra persona, ni por alguna recompensa. Abandonando el falso hablar, se abstiene del falso hablar».
Con respecto a decir la verdad sobre conocimiento espiritual, la Canki Sutta (MN 95) atribuye a Gautama las siguientes prevenciones:
«Si una persona tiene convicción, declara: “Esta es mi convicción”, salvaguarda la verdad. Pero no llega a la conclusión definitiva “sólo esto es verdad; todo lo demás no tiene valor”».
«Si a una persona le gusta algo [...] sostiene una tradición irrompible [...] tiene algo razonado a través de la analogía [...] tiene algo en lo que está de acuerdo, habiendo analizado distintos puntos de vista, declara: “Esto es algo en lo que estoy de acuerdo, habiendo analizado distintos puntos de vista”. Así salvaguarda la verdad. Pero no llega a la conclusión definitiva “sólo esto es verdad; todo lo demás no tiene valor”».
Walpola Rahula resume este factor del camino diciendo que absteniéndose de participar en "formas de hablar malas y dañinas" significa que "uno naturalmente tiene que decir la verdad, tiene que usar palabras amigables y benevolentes, placenteras y amables, significativas y útiles".

### Actuar correcto
"Actuar correcto" o "conducta correcta" trata con la manera apropiada en que budistas deberían actuar en su vida diaria. En la Sutra Cunda Kammaraputta (AN 10.176), este aspecto del Noble Camino es explicado así:
- Abstenerse de tomar la vida:

Está el caso de cierta persona que, abandonando la toma de la vida, se abstiene de tomar la vida. Medita con su caña de pescar en descanso, su cuchillo en descanso, escrupuloso, misericordioso, compasivo por el bienestar de todos los seres vivos.
- Abstenerse de tomar lo que no es dado, de robar:

Absteniéndose de tomar lo que no es dado, se abstiene de tomar lo que no es dado. No toma, como un ladrón, cosas en una aldea o en la naturaleza, que pertenezcan a otros y no se las han dado.
- Abstenerse de conductas sensuales inapropiadas, dañinas.

AN 10.176 (Thanissaro, 1997b). Este es un discurso que se le da a un laico.

### Medio de vida correcto
El "sustento" o "modo de subsistencia correcto" está basado en el concepto de ajimsá, o inofensividad, y esencialmente declara que un budista no debería optar por oficios o profesiones en los que, de forma directa o indirectamente, dañe otros seres vivos o sistemas. Estas ocupaciones incluyen "comerciar armas letales, bebidas intoxicantes, venenos, matar animales", entre otros. "Comerciar con humanos" —tales como comercio de esclavos y prostitución— es también incorrecto, así como también otras formas deshonestas de ganar riqueza, tales como "corrupción, estafas, engaños, robos, intrigando, persuadiendo, insinuando, subvalorando, [y] persiguiendo ganancias con ganancias". En resumen Medio de vida Correcto consta de:
- Renunciar a un vivir incorrecto.
- Ganarse la vida de una manera correcta.

En adición, para un ejemplo en el cual el Buda Gautama instruye a un laico en la forma propicia para ganar y proteger las riquezas materiales, incluyendo consejos para ahorrar, ver la Dighajanu Sutta.

## Samādhi; entrenamiento de la mente
Esta agrupación de los tres últimos eslabones del sendero (samādhi) es la que recibe una mayor variedad de traducciones por parte de distintos autores, que pueden referirse a él también como ‘meditación’, ‘concentración’, ‘disciplina mental’, ‘cultivo de la mente y corazón’ o ‘estar presente’. Esta sección está constituida por los elementos que tratan sobre cómo el practicante budista puede ir transformando la actividad de su mente, sus emociones, y la forma de ver la realidad.

### Esfuerzo correcto
Este apartado (en sánscrito: vyāyāma) forma parte de samādhi por lo que se entiende que el esfuerzo es mental. Vyāyāma involucra el esfuerzo continuo, la práctica consciente para, esencialmente, mantener la mente libre de pensamientos que podrían perjudicar la habilidad para realizar o poner en práctica los otros elementos del Noble Camino. Por ejemplo, desearle el mal a otro organismo contradice el precepto —contenido en el pensamiento correcto— de desear lo mejor para los demás (inclusive que todos alcancen el nirvana). Este elemento se refiere al proceso de intentar desarraigar tales pensamientos malsanos y reemplazarlos.
El esfuerzo (a veces también llamado diligencia o energía) correcto, para un budista es considerado involucrarse en un esfuerzo que es sano en términos del karma; esto significa, en términos de las consecuencias que tengan esos esfuerzos.
Para lograr un correcto esfuerzo es necesario (vīria) o energía espiritual. Las cuatro etapas de esta faceta son explicadas en el sutra SN 45.8:
- Esforzarse en prevenir lo insano que no ha surgido todavía:

Genera deseo, esfuerzos, persistencia, defiende y ejerce su intencionalidad de que el mal no surja; antes de que estas cualidades insanas surjan.
- Esforzarse en destruir lo insano que ha venido:

Genera deseo, esfuerzos, persistencia, defiende y ejerce su intencionalidad de que el mal sea abandonado; cuando estas cualidades insanas ya han surgido.
- Esforzarse en producir lo sano que no ha surgido todavía:

Genera deseo, esfuerzos, persistencia, defiende y ejerce su intencionalidad de que el bien surja; antes de que estas cualidades sanas surjan.
- Esforzarse en cultivar lo sano que ha venido:

Genera deseo, esfuerzos, persistencia, defiende y ejerce su intencionalidad para el mantenimiento, no-confusión, incremento, plenitud, desarrollo y culminación del bien; cuando estas cualidades sanas ya han surgido.

### Atención  correcta
Este elemento trata en detalle sobre la contemplación atenta y consciente en el budismo y se refiere a la práctica de mantener la mente en el instante presente (el estar en el ahora, el presente), atenta de fenómenos conforme vayan afectando el cuerpo y la mente. En la Magga-vibhanga Sutta, y otros sutras DN 22 (Thanissaro, 2000), MN 141 (Thanissaro, 2005) y SN 45.8 (Thanissaro, 1996). Este aspecto se explica de la siguiente manera:
- Kayanupassana: atenta, consciente contemplación del cuerpo:

Contempla su propio cuerpo... consciente, atento, contemplando... habiéndose ya liberado, desarraigado del deseo y aversión mundanos.
- Vedananupassana: atenta, consciente contemplación de la percepción de su entorno.

Contempla la propia percepción de su entorno. consciente, atento, contemplando... habiéndose ya liberado, desarraigado del deseo y aversión mundanos.
- Cittanupassana: atenta, consciente contemplación de la mente:

Contempla su propia mente. consciente, atento, contemplando... habiéndose ya liberado, desarraigado del deseo y aversión mundanos.
- Dhammanupassana: atenta, consciente contemplación de sus pensamientos:

Contempla la percepción de sus pensamientos. consciente, atento, contemplando... habiéndose ya liberado, desarraigado del deseo y aversión mundanos.
La Maha-parinibbana Sutta (DN 16) explica:
"Y cómo, Ananda, es una persona una isla en sí misma, refugiándose en sí misma, sin necesidad de buscar refugio externo; con el dhamma como su isla, el Dhamma como su refugio, sin necesidad de buscar otro refugio"

### Concentración, meditación o absorción correcta
Este aspecto se explica en términos de los jhānas; niveles de absorción en la meditación:
- Primer jhāna (pathamajjhana):

Bastante distanciado de la sensualidad, distanciado de estados insanos, una persona entra en la primera absorción (jhāna): éxtasis (piti) y felicidad (sukha) nacen del desarraigo, acompañados por el pensar discursivo y verbal (vitakka y vicara).
- Segundo jhāna (dutiyajjhana):

Tranquilizando y relajando la mente, una persona entra en la segunda absorción (jhāna): éxtasis (piti) y felicidad (sukha) nacen de la concentración en la propia consciencia (ekaggata) libre del pensar discursivo y verbal (vitakka y vichara).
- Tercer jhāna (tatiyajjhana):

Con el éxtasis desvanecido, una persona se mantiene ecuánime, atenta, consciente, contemplando, físicamente sensitiva al placer. Entra y se mantiene en la tercera absorción (jhāna); llamado ahora por personas nobles como "ecuánime y contemplativo, alguien que tiene una morada placentera".
- Cuarto jhāna (catutthajjhana):

Con el abandono del placer y el dolor... como con la desaparición anterior del éxtasis y del estrés... entra y se mantiene en la cuarta absorción (jhāna): pureza en ecuanimidad (upeksa) y contemplación, ni en placer ni en dolor.

## El noble camino y la psicología cognitiva
El noble camino, en especial los tres últimos aspectos (samādhi), se relaciona con la psicología cognitiva porque prescribe una disciplina mental. El aspecto de esfuerzo (vyāyāma) correcto, en psicología cognitiva, se llama o está relacionado con la intencionalidad.
En el ensayo "Buddhism Meets Western Science", Gay Watson explica (traducción):
El budismo siempre se ha interesado en los sentimientos, emociones, sensaciones y cognición. El Buda señala tanto a las causas cognitivas como emocionales del sufrimiento. La causa emocional es el deseo y su opuesto negativo, la aversión. La causa cognitiva es la ignorancia de la manera en que las cosas realmente ocurren, o de las Tres Marcas de la Existencia: que todas las cosas son insatisfactorias, impermanentes y sin un ser esencial.
El Noble Óctuple Sendero es, desde un punto de vista psicológico, un intento para cambiar patrones de pensamiento y comportamiento. Es por esta razón que el primer elemento del camino es Entendimiento Correcto (sammā-diṭṭhi), que es como la mente de uno mismo ve el mundo. En el segundo elemento de la categoría de sabiduría (paññā) del Noble Camino, esta visión del mundo es conectada íntimamente con el segundo elemento, Pensamiento Correcto (sammā-saṅkappa), que concierne a los patrones de pensamiento e intencionalidad que controlan nuestras propias acciones. Estos elementos se pueden leer en los versos iniciales de la Dhammapada:
Todos los estados encuentran su origen en la mente. La mente es su fundamento
y son creaciones de la mente. Si uno habla o actúa con un pensamiento impuro,
entonces el sufrimiento le sigue de la misma manera que la rueda sigue la
pezuña del buey...
Todos los estados encuentran su origen en la mente. La mente es su fundamento
y son creaciones de la mente. Si uno habla o actúa con un pensamiento puro,
entonces la felicidad le sigue como una sombra que jamás le abandona.
Entonces, alterando la distorsionada visión del mundo de uno, con una "percepción tranquila" en vez de una "percepción contaminada", uno es capaz de mitigar el sufrimiento. Watson explica esto desde un punto de vista psicológico (traducción):
Hay investigaciones que han demostrado que acciones, aprendizaje y memorias repetidas pueden en efecto cambiar el sistema nervioso físicamente, alterando tanto la fuerza y conexiones sinápticas. Tales cambios pueden realizarse cultivando cambio en emoción y acción; que hicieron subsecuentes cambios de experiencias.

### Más facetas
En el Gran Sutra Cuarenta (Mahācattārīsaka Sutta), del canon pali, Sidharta explica que el cultivo del Noble Camino conduce a otra etapa después de alcanzar el nirvana.
Esta es parte de la categoría sabiduría y es correcta liberación (sammā vimutti).
Puede haber desde una hasta ocho liberaciones, pero esto no es claro todavía y se continúa estudiando.

### Traducción al español
Samādhi se traduce como ‘meditación’, el cual es un término más coloquial y conocido por la población general, o como concentración, término algo más común en la literatura especializada. Esta concentración o meditación implica una práctica consciente y es uno de los ejes del budismo.
Vitaka, vichara y los términos que se usan como características que aparecen y desaparecen en los cuatro primeros jhannas, no tienen traducción completamente clara. Cuando hallan muchas traducciones, o no hallan traducciones claras o exactas se puede usar también el término original en sánscrito.